# Бульвар Жюля Верна
Бульва́р Жю́ля Ве́рна (укр. бульвар Жуля Верна) — бульвар в Святошинском районе Киева, жилой массив Никольская Борщаговка. Пролегает от проспекта Леся Курбаса до Жмеринской улицы.
Примыкают улицы Тулузы и Якуба Коласа.

## История
Спроектирован в 1960-х годах как цепь 1-й, 3-й, 4-й, 6-й улиц. В 1967 году 1-й, 3-й, 4-й, 6-й улицы были объединены в единый бульвар Ромена Роллана — в честь Ромена Роллана. Застройка бульвара начата с 1969 года. В 1981 году из состава бульвара Ромена Роллана был  отделён в самостоятельный бульвар Кольцова.
В процессе дерусификации городских объектов, 28 октября 2022 года бульвар получил современное название — в честь французского писателя Жюля Верна.

## Географические координаты
Координаты начала 50°25′35″ с. ш. 30°22′25″ в. д.
Координаты конца 50°26′12″ с. ш. 30°22′02″ в. д.
Протяжённость бульвара 1,2 км.

## Транспорт
- Ближайшая станция метро Святошин
- Троллейбус 41
- Автобусы 5, 7
- Трамваи 2, 3

## Почтовые индексы
03146, 03162, 03170